# 刈谷市立かりがね小学校
刈谷市立かりがね小学校（かりやしりつ かりがねしょうがっこう）は、愛知県刈谷市にある公立小学校である。学区は築地町、新田町、恩田町、青山町と一ツ木町の一部である。「かり小」と略されることもある。刈谷市立雁が音中学校の学区に含まれている。

## 歴史
1971年（昭和46年）に刈谷市立富士松南小学校から分離独立して開校した。1991年（平成3年）にはかりがね小学校から刈谷市立平成小学校が分離独立している。2018年度（平成30年度）の児童数は902人であり、刈谷市内でもっとも児童数が多い小学校である。なお、2018年度の刈谷市で2番目に児童数が多かったのはかりがね小学校の分離元となった富士松南小学校である。
校名の由来は、かつてこの地で鳥の雁が音をあげていたため。小学生に「雁」という漢字は難しいのでひらがなとなった。刈谷市内では唯一ひらがなの名称を持つ小学校である。2009年にマスコットキャラクター「かりっぴー」が制定された。2011年には初めて着ぐるみが製作され、2015年には本格的な着ぐるみが製作された。

## 沿革
- 1971年（昭和46年） - 刈谷市立富士松南小学校から分離独立して刈谷市立かりがね小学校が開校。
- 1991年（平成3年） - かりがね小学校から刈谷市立平成小学校が分離独立。

## 校歌
- 校歌 - はばたけかりがね